# Touch-a, Touch-a, Touch-a, Touch Me

Touch-a, Touch-a, Touch-a, Touch Me (en français littéral, Touche, Touche, Touche, Touche moi) est la onzième chanson du film The Rocky Horror Picture Show sorti en 1975. La chanson est interprétée par le personnage de Janet interprété dans le film par Susan Sarandon et des participations sur une ligne de texte par les personnages Rocky Horror (Peter Hinwood), Brad (Barry Bostwick), Frank'n'Furter (Tim Curry), Magenta (Patricia Quinn), Riff Raff (Richard O'Brien), Eddie (Meat Loaf), et Columbia (Nell Campbell).

## Origine
La chanson écrite par Richard O'Brien exprime les sentiments de Janet pour Brad, sa frustration sexuelle et sa peur refoulée de ne pas avoir d'intimité. Le principal sujet de la chanson est la découverte sexuelle et le désir qu'aurait Janet.

## Postérité
- La série télévisée Glee dans l'épisode 5 de la saison 2, Le Rocky Horror Glee Show, reprend la chanson interprétée par le personnage Emma Pillsbury incarné par Jayma Mays.
- La chanson peut être entendue dans le film Le Monde de Charlie de Stephen Chbosky dans lequel les personnages rejoue le film sur scène.
- La chanson est reprise dans The Rocky Horror Picture Show: Let's Do the Time Warp Again, téléfilm hommage au film, où elle est interprétée par Victoria Justice.
- Jeff Pickles, interprété par Jim Carrey dans la série Kidding, chantonne un couplet de cette chanson dans l'épisode 4 de la saison 1 (Salut maman).